# Сезон 2000 Deutsche Tourenwagen Masters

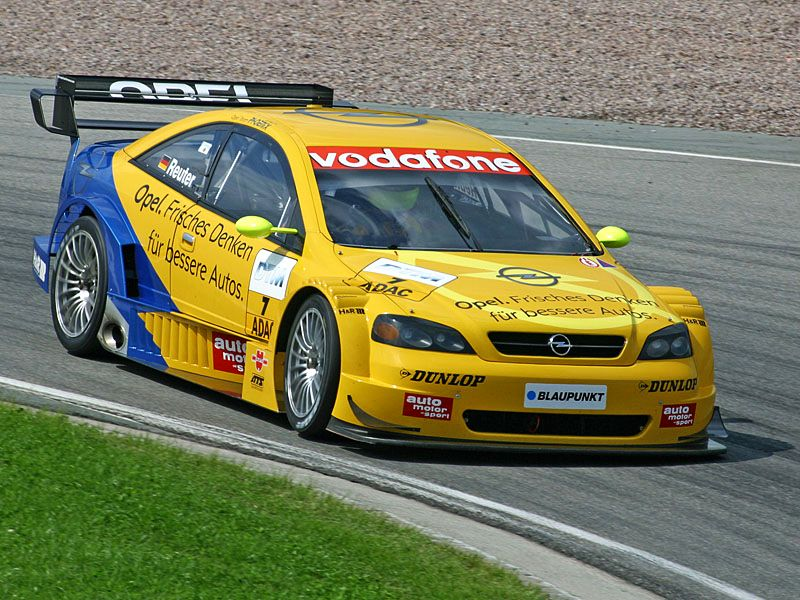
Опель Астра Мануэля Рейтера

## Возрождение ДТМ
На гонке 24 часа Нюрбургринга 1999 года был представлен концепт Opel Astra новой серии, которая должна была продолжить традиции старого ДТМ. Участники — Мерседес, Опель, ITR, DMSB и ADAC учли прежние ошибки. Кроме того, серия стала проводиться ITR, а не ФИА, получив отличное телевизионное освещение и посещаемость этапов. В то же время, несмотря на то, что большая часть этапов проводилась в самой Германии, в календаре появились и немало выездных этапов, что привело к тому, что DMSB больше не мог придать соревнованию статус чемпионата и название было изменено на Deutsche Tourenwagen Masters.
Кроме заводской команды Мерседеса (модель CLK) — H.W.A, были и две независимые команды — Persson и Team Rosberg. Опель (модель Астра Купе) представляли сразу 4 команды — Holzer, Phoenix, Irmscher и Euroteam, перешедшие из Немецкого Супертуринга (STW), который, таким образом, прекратил своё существование. Ауди была представлена полунезависимой командой Ханса-Юргена Абта Abt Sportline с моделью Abt-Audi TT-R. Примечательно, что двигатель должен был делаться на основе серийного блока цилиндров, и Абт, не имея возможности использовать двигатели от Ауди, использовал блоки от Mugen подготовленный компанией Neil Brown Engines. Вместе с тем было отказано в участии команде Эриха Цаковски Zakspeed, желавшей принять участие с собственной разработкой под кузовом Вольво С70.
Главную ударную силу «Мерседеса» составляли легенды туринговых гонок Клаус Людвиг и его более молодой напарник Бернд Шнайдер. Опель представляли последним чемпион ITC Мануэль Рейтер и вице-чемпион STW Уве Альцен. Вернулся также и Иоахим Винкельхок. Ауди представлял чемпион STW Кристиан Абт. Всего же Опель и Мерседес выставили по 8 машин, Абт — 3, добавив еще одну по ходу сезона.

## Обзор сезона
Из-за задержек в подготовке возрожденного ДТМ сезон стартовал поздно, только 28 мая. Всего было проведено 9 сдвоенных этапов, состоявших из двух 100 км гонок, по образцу старого ДТМ. Старт также давался с ходу, пит-стопы не предусматривались, хотя в ходе второй гонки в Норисринге всем пришлось совершить пит-стоп для смены шин из-за дождя. ДТМ стал первой серией открывавшей новый автодром Евроспидвей Лаузиц. Были запланированы гонки по овалу, но сильный дождь привел к тому, что после нескольких кругов за автомобилем безопасности, сопровождавшимися вылетами, был выброшен красный флаг, а очки решили не начислять. Гонки освещались каналами ARD и ZDF, которые остались недовольны гоночным форматом — старт давался в разное время, а пауза между двумя гонками одного этапа была большой и также варьировалась. В попытке вписаться в телевизионный формат организаторы лишь укорачивали дистанцию, что не нравилось болельщикам
Сезон охарактеризовался сражением Опеля и Мерседеса — более мощный двигатель Опеля давал ему преимущество в скорости, но Мерседес отыгрывался в поворотах. Частная команда Ханс-Юргенса Абта заявилась только с Нюрбургринга и лишь тремя машинами , но все же была неконкурентоспособна и уже в ходе сезона им было сделано несколько поблажек — уменьшен вес, увеличено заднее крыло. За чемпионат боролись три признанных мастера старого ДТМ — Шнайдер, Людвиг и Рейтер. Шнайдер завоевал титул еще за одну гонка до финала, тогда в последней гонке решалась судьба второго места. Её исход, а также исход борьбы за победу решил вынос Рейтера его коллегой Альценом, что завершилось после гонки скандалом и увольнением Альцена. Однако Людвиг добровольно сдал конец гонки и вице-чемпионский титул остался у Рейтера.

## Команды и гонщики
| Производитель | Автомобиль                   | Команда            | №  | Гонщик            | Этапы   |
| ------------- | ---------------------------- | ------------------ | -- | ----------------- | ------- |
| Mercedes-Benz | AMG-Mercedes CLK-DTM 2000    | HWA 1              | 1  | Бернд Шнайдер     | Все     |
| Mercedes-Benz | AMG-Mercedes CLK-DTM 2000    | HWA 1              | 2  | Томас Ягер        | Все     |
| Mercedes-Benz | AMG-Mercedes CLK-DTM 2000    | HWA 2              | 5  | Клаус Людвиг      | Все     |
| Mercedes-Benz | AMG-Mercedes CLK-DTM 2000    | HWA 2              | 6  | Марсель Фесслер   | Все     |
| Mercedes-Benz | AMG-Mercedes CLK-DTM 2000    | Team Rosberg       | 14 | Педро Лами        | 1–2     |
| Mercedes-Benz | AMG-Mercedes CLK-DTM 2000    | Team Rosberg       | 24 | Педро Лами        | 3–10    |
| Mercedes-Benz | AMG-Mercedes CLK-DTM 2000    | Team Rosberg       | 15 | Даррен Тёрнер     | 1–2     |
| Mercedes-Benz | AMG-Mercedes CLK-DTM 2000    | Team Rosberg       | 42 | Даррен Тёрнер     | 3–10    |
| Mercedes-Benz | AMG-Mercedes CLK-DTM 2000    | Persson Motorsport | 18 | Марсель Тиманн    | Все     |
| Mercedes-Benz | AMG-Mercedes CLK-DTM 2000    | Persson Motorsport | 19 | Петер Дамбрек     | Все     |
| Opel          | Opel Astra V8 Coupé DTM 2000 | Opel Team Holzer 1 | 3  | Уве Альцен        | Все     |
| Opel          | Opel Astra V8 Coupé DTM 2000 | Opel Team Holzer 1 | 4  | Йоахим Винкельхок | Все     |
| Opel          | Opel Astra V8 Coupé DTM 2000 | Opel Team Phoenix  | 7  | Мануэль Ройтер    | Все     |
| Opel          | Opel Astra V8 Coupé DTM 2000 | Opel Team Phoenix  | 8  | Михаэль Бартельс  | Все     |
| Opel          | Opel Astra V8 Coupé DTM 2000 | Opel Team Holzer 2 | 11 | Эрик Элари        | Все     |
| Opel          | Opel Astra V8 Coupé DTM 2000 | Opel Team Holzer 2 | 17 | Тимо Шайдер       | Все     |
| Opel          | Opel Astra V8 Coupé DTM 2000 | Opel Team Irmscher | 12 | Кристиан Менцель  | Все     |
| Opel          | Opel Astra V8 Coupé DTM 2000 | Euroteam           | 16 | Стефано Модена    | Все     |
| Audi          | Abt-Audi TT-R 2000           | Abt Sportsline 1   | 9  | Лоран Айелло      | 1, 3–10 |
| Audi          | Abt-Audi TT-R 2000           | Abt Sportsline 1   | 10 | Кристиан Абт      | 1, 3–10 |
| Audi          | Abt-Audi TT-R 2000           | Abt Sportsline 1   | 23 | Роланд Аш         | 2       |
| Audi          | Abt-Audi TT-R 2000           | Abt Sportsline 2   | 20 | Крис Ниссен       | Все     |
| Audi          | Abt-Audi TT-R 2000           | Abt Sportsline 2   | 21 | Джеймс Томпсон    | 2, 5–10 |

## Календарь и победители
| Этап      | Этап | Трасса         | Дата        | Поул-позиция      | Быстрейший круг                                                                                 | Победитель                                                                                      | Команда                                                                                         | Производитель                                                                                   | Прим.                                                                                           |
| --------- | ---- | -------------- | ----------- | ----------------- | ----------------------------------------------------------------------------------------------- | ----------------------------------------------------------------------------------------------- | ----------------------------------------------------------------------------------------------- | ----------------------------------------------------------------------------------------------- | ----------------------------------------------------------------------------------------------- |
| 1         | Г1   | Хоккенхаймринг | 28 мая      | Бернд Шнайдер     | Бернд Шнайдер                                                                                   | Бернд Шнайдер                                                                                   | HWA 1                                                                                           | Mercedes-Benz                                                                                   |                                                                                                 |
| 1         | Г2   | Хоккенхаймринг | 28 мая      |                   | Бернд Шнайдер                                                                                   | Бернд Шнайдер                                                                                   | HWA 1                                                                                           | Mercedes-Benz                                                                                   |                                                                                                 |
| 2         | Г1   | Ошерслебен     | 18 июня     | Мануэль Ройтер    | Бернд Шнайдер                                                                                   | Мануэль Ройтер                                                                                  | Opel Team Phoenix                                                                               | Opel                                                                                            |                                                                                                 |
| 2         | Г2   | Ошерслебен     | 18 июня     |                   | Мануэль Ройтер                                                                                  | Мануэль Ройтер                                                                                  | Opel Team Phoenix                                                                               | Opel                                                                                            |                                                                                                 |
| 3         | Г1   | Норисринг      | 9 июля      | Йоахим Винкельхок | Кристиан Менцель                                                                                | Йоахим Винкельхок                                                                               | Opel Team Holzer 1                                                                              | Opel                                                                                            |                                                                                                 |
| 3         | Г2   | Норисринг      | 9 июля      |                   | Эрик Элари                                                                                      | Бернд Шнайдер                                                                                   | HWA 1                                                                                           | Mercedes-Benz                                                                                   |                                                                                                 |
| 4         | Г1   | Заксенринг     | 6 августа   | Клаус Людвиг      | Марсель Фесслер                                                                                 | Клаус Людвиг                                                                                    | HWA 2                                                                                           | Mercedes-Benz                                                                                   |                                                                                                 |
| 4         | Г2   | Заксенринг     | 6 августа   |                   | Бернд Шнайдер                                                                                   | Клаус Людвиг                                                                                    | HWA 2                                                                                           | Mercedes-Benz                                                                                   |                                                                                                 |
| 5         | Г1   | Нюрбургринг    | 20 августа  | Бернд Шнайдер     | Бернд Шнайдер                                                                                   | Бернд Шнайдер                                                                                   | HWA 1                                                                                           | Mercedes-Benz                                                                                   |                                                                                                 |
| 5         | Г2   | Нюрбургринг    | 20 августа  |                   | Бернд Шнайдер                                                                                   | Бернд Шнайдер                                                                                   | HWA 1                                                                                           | Mercedes-Benz                                                                                   |                                                                                                 |
| 6         | Г1   | Лаузицринг     | 3 сентября  | Бернд Шнайдер     | Были запланированы гонки по овальной трассе, но из-за непрекращающегося дождя обе были отменены | Были запланированы гонки по овальной трассе, но из-за непрекращающегося дождя обе были отменены | Были запланированы гонки по овальной трассе, но из-за непрекращающегося дождя обе были отменены | Были запланированы гонки по овальной трассе, но из-за непрекращающегося дождя обе были отменены | Были запланированы гонки по овальной трассе, но из-за непрекращающегося дождя обе были отменены |
| 6         | Г2   | Лаузицринг     | 3 сентября  |                   | Были запланированы гонки по овальной трассе, но из-за непрекращающегося дождя обе были отменены | Были запланированы гонки по овальной трассе, но из-за непрекращающегося дождя обе были отменены | Были запланированы гонки по овальной трассе, но из-за непрекращающегося дождя обе были отменены | Были запланированы гонки по овальной трассе, но из-за непрекращающегося дождя обе были отменены | Были запланированы гонки по овальной трассе, но из-за непрекращающегося дождя обе были отменены |
| 7         | Г1   | Ошерслебен     | 24 сентября | Бернд Шнайдер     | Бернд Шнайдер                                                                                   | Уве Альцен                                                                                      | Opel Team Holzer 1                                                                              | Opel                                                                                            |                                                                                                 |
| 7         | Г2   | Ошерслебен     | 24 сентября |                   | Бернд Шнайдер                                                                                   | Бернд Шнайдер                                                                                   | HWA 1                                                                                           | Mercedes-Benz                                                                                   |                                                                                                 |
| 8         | Г1   | Нюрбургринг    | 8 октября   | Йоахим Винкельхок | Уве Альцен                                                                                      | Мануэль Ройтер                                                                                  | Opel Team Phoenix                                                                               | Opel                                                                                            |                                                                                                 |
| 8         | Г2   | Нюрбургринг    | 8 октября   |                   | Йоахим Винкельхок                                                                               | Мануэль Ройтер                                                                                  | Opel Team Phoenix                                                                               | Opel                                                                                            |                                                                                                 |
| 9         | Г1   | Хоккенхаймринг | 29 октября  | Мануэль Ройтер    | Мануэль Ройтер                                                                                  | Уве Альцен                                                                                      | Opel Team Holzer 1                                                                              | Opel                                                                                            |                                                                                                 |
| 9         | Г2   | Хоккенхаймринг | 29 октября  |                   | Бернд Шнайдер                                                                                   | Уве Альцен                                                                                      | Opel Team Holzer 1                                                                              | Opel                                                                                            |                                                                                                 |
| Источник: |      |                |             |                   |                                                                                                 |                                                                                                 |                                                                                                 |                                                                                                 |                                                                                                 |

## Положение в чемпионате
Система начисления очков
| Место | 1  | 2  | 3  | 4  | 5 | 6 | 7 | 8 | 9 | 10 |
| ----- | -- | -- | -- | -- | - | - | - | - | - | -- |
| Очки  | 20 | 15 | 12 | 10 | 8 | 6 | 4 | 3 | 2 | 1  |

| Место      | Гонщик            | ХОК | ХОК  | ОШЕ | ОШЕ  | НОР | НОР  | ЗАК | ЗАК  | НЮР | НЮР | ЛАУ | ЛАУ | ОШЕ  | ОШЕ  | НЮР | НЮР  | ХОК | ХОК  | Очки |
| Место      | Гонщик            | Г1  | Г2   | Г1  | Г2   | Г1  | Г2   | Г1  | Г2   | Г1  | Г2  | Г1  | Г2  | Г1   | Г2   | Г1  | Г2   | Г1  | Г2   | Очки |
| ---------- | ----------------- | --- | ---- | --- | ---- | --- | ---- | --- | ---- | --- | --- | --- | --- | ---- | ---- | --- | ---- | --- | ---- | ---- |
| 1          | Бернд Шнайдер     | 1   | 1    | 3   | 12   | 4   | 1    | 3   | 3    | 1   | 1   | О   | О   | 2    | 1    | 2   | 4    | 2   | 12   | 221  |
| 2          | Мануэль Рейтер    | 3   | 13   | 1   | 1    | 3   | 2    | 13  | 11   | 5   | 5   | О   | О   | 3    | 2    | 1   | 1    | 16  | 15   | 162  |
| 3          | Клаус Людвиг      | 9   | 9    | 8   | 11   | 2   | 3    | 1   | 1    | 2   | 2   | О   | О   | 6    | 3    | 12  | 17   | 17  | 11   | 122  |
| 4          | Марсель Фасслер   | 2   | 2    | 9   | 3    | 13  | 7    | 10  | 4    | 3   | 3   | О   | О   | 13   | 12   | 4   | 2    | 5   | 13   | 116  |
| 5          | Йоахим Винкельхок | 10  | 6    | 2   | 2    | 1   | 4    | 16  | 10   | 9   | 19  | О   | О   | 12   | 14   | 5   | 5    | 3   | 2    | 113  |
| 6          | Уве Альцен        | 17  | Сход | 19  | 9    | 8   | 6    | 15  | 18   | 10  | 13  | О   | О   | 1    | 4    | 3   | 6    | 1   | 1    | 100  |
| 7          | Михаэль Бартельс  | 8   | 3    | 18  | 16   | 5   | 5    | 6   | 6    | 14  | 10  | О   | О   | 7    | 5    | 6   | 8    | 4   | 3    | 87   |
| 8          | Петер Дамбрек     | 5   | 5    | 11  | 5    | 14  | 9    | 2   | 2    | 6   | 12  | О   | О   | 15   | 6    | 10  | 9    | 7   | 17   | 75   |
| 9          | Эрик Элари        | 19  | 7    | 4   | 10   | 15  | 15   | 4   | 16   | 8   | 7   | О   | О   | 4    | 10   | 14  | 18   | 6   | 7    | 53   |
| 10         | Марсель Тиманн    | 6   | 12   | 10  | 6    | 6   | 17   | 5   | 5    | 13  | 6   | О   | О   | 17   | 7    | 18  | 12   | 15  | 5    | 53   |
| 11         | Томас Ягер        | 7   | 14   | 6   | 4    | 7   | 13   | 18  | 9    | 7   | 17  | О   | О   | Сход | 8    | 7   | 3    | 12  | 8    | 52   |
| 12         | Тимо Шайдер       | 4   | 4    | 5   | 7    | 12  | 11   | 7   | 7    | 16  | 11  | О   | О   | 8    | 9    | 11  | 16   | 11  | 16   | 45   |
| 13         | Педро Лами        | 11  | 15   | 7   | 8    | 9   | 8    | 17  | 12   | 4   | 4   | О   | О   | Сход | Сход | 8   | 13   | 8   | 10   | 39   |
| 14         | Даррен Тёрнер     | 12  | 8    | 13  | 17   | 11  | 12   | 8   | 8    | 15  | 8   | О   | О   | Сход | Сход | 13  | 11   | 10  | 6    | 19   |
| 15         | Стефано Модена    | 13  | 10   | 12  | 15   | 10  | 10   | 14  | 17   | 19  | 15  | О   | О   | 16   | Сход | 20  | Сход | 9   | 4    | 15   |
| 16         | Лоран Айелло      | 15  | Сход |     |      | 18  | Сход | 12  | 14   | 11  | 14  | О   | О   | 5    | 11   | 9   | 7    | 19  | Сход | 14   |
| 17         | Кристиан Менцель  | 14  | 11   | 14  | 18   | 16  | 16   | 9   | 13   | 17  | 9   | О   | О   | 14   | 17   | 17  | 10   | 20  | Сход | 5    |
| 18         | Джеймс Томпсон    |     |      | 17  | Сход |     |      |     |      | 12  | 16  | О   | О   | 9    | 13   | 15  | 19   | 13  | 9    | 4    |
| 19         | Кристиан Абт      | 18  | 16   |     |      | 17  | Сход | 19  | Сход | 18  | 18  | О   | О   | 10   | 15   | 19  | 14   | 18  | 14   | 1    |
| 20         | Крис Ниссен       | 16  | 17   | 16  | 13   | 19  | 14   | 11  | 15   | 20  | 20  | О   | О   | 11   | 16   | 16  | 15   | 14  | 18   | 0    |
| 21         | Роланд Аш         |     |      | 15  | 14   |     |      |     |      |     |     |     |     |      |      |     |      |     |      | 0    |
| Источники: |                   |     |      |     |      |     |      |     |      |     |     |     |     |      |      |     |      |     |      |      |

| Легенда к таблице |                                                                    |
| --- | ------------------------------------------------------------------ |
| Расшифровка обозначений и цветов представлена в нижеследующей таблице. |                                                                    |
| \| Пример \| Описание \| \| ------------ \| ------------------------------------------------------------------ \| \| 1 \| Победитель \| \| 2 \| Второе место \| \| 3 \| Третье место \| \| 5 \| Финишировал, заработав очки \| \| Сход \| Не финишировал, но при этом заработал очки \| \| 12 \| Финишировал, не получив очков \| \| НКЛ \| Финишировал, но не попал в финальную классификацию \| \| 15 \| Участвовал вне зачёта, либо по отдельной классификации \| \| 18 \| Не финишировал, но попал в финальную классификацию \| \| Сход \| Не финишировал \| \| НКВ \| Не прошёл квалификацию \| \| НПКВ \| Не прошёл предквалификацию \| \| ДСК \| Дисквалифицирован \| \| ИСК \| Исключён из протокола соревнований \| \| ТТ \| Заявлен для участия только в тренировках \| \| НС \| Участвовал в квалификации, но не стартовал в гонке \| \| Т \| Травмирован или болен \| \| ОТК \| Отказ от участия \| \| НТР \| Прибыл на соревнования, но на трассу не выезжал \| \| НПР \| Был заявлен в числе участников, но не прибыл к началу соревнований \| \| О \| Соревнования отменены \| \| \| Не участвовал \| \| Поул-позиция \| \| \| Быстрый круг \| \| |                                                                    |
| Пример | Описание                                                           |
| 1 | Победитель                                                         |
| 2 | Второе место                                                       |
| 3 | Третье место                                                       |
| 5 | Финишировал, заработав очки                                        |
| Сход | Не финишировал, но при этом заработал очки                         |
| 12 | Финишировал, не получив очков                                      |
| НКЛ | Финишировал, но не попал в финальную классификацию                 |
| 15 | Участвовал вне зачёта, либо по отдельной классификации             |
| 18 | Не финишировал, но попал в финальную классификацию                 |
| Сход | Не финишировал                                                     |
| НКВ | Не прошёл квалификацию                                             |
| НПКВ | Не прошёл предквалификацию                                         |
| ДСК | Дисквалифицирован                                                  |
| ИСК | Исключён из протокола соревнований                                 |
| ТТ | Заявлен для участия только в тренировках                           |
| НС | Участвовал в квалификации, но не стартовал в гонке                 |
| Т | Травмирован или болен                                              |
| ОТК | Отказ от участия                                                   |
| НТР | Прибыл на соревнования, но на трассу не выезжал                    |
| НПР | Был заявлен в числе участников, но не прибыл к началу соревнований |
| О | Соревнования отменены                                              |
| | Не участвовал                                                      |
| Поул-позиция |                                                                    |
| Быстрый круг |                                                                    |

| Пример       | Описание                                                           |
| ------------ | ------------------------------------------------------------------ |
| 1            | Победитель                                                         |
| 2            | Второе место                                                       |
| 3            | Третье место                                                       |
| 5            | Финишировал, заработав очки                                        |
| Сход         | Не финишировал, но при этом заработал очки                         |
| 12           | Финишировал, не получив очков                                      |
| НКЛ          | Финишировал, но не попал в финальную классификацию                 |
| 15           | Участвовал вне зачёта, либо по отдельной классификации             |
| 18           | Не финишировал, но попал в финальную классификацию                 |
| Сход         | Не финишировал                                                     |
| НКВ          | Не прошёл квалификацию                                             |
| НПКВ         | Не прошёл предквалификацию                                         |
| ДСК          | Дисквалифицирован                                                  |
| ИСК          | Исключён из протокола соревнований                                 |
| ТТ           | Заявлен для участия только в тренировках                           |
| НС           | Участвовал в квалификации, но не стартовал в гонке                 |
| Т            | Травмирован или болен                                              |
| ОТК          | Отказ от участия                                                   |
| НТР          | Прибыл на соревнования, но на трассу не выезжал                    |
| НПР          | Был заявлен в числе участников, но не прибыл к началу соревнований |
| О            | Соревнования отменены                                              |
|              | Не участвовал                                                      |
| Поул-позиция |                                                                    |
| Быстрый круг |                                                                    |